# Egyesített olasz nemzeti katalógus
Az Egyesített Olasz Nemzeti Katalógus egy adatbázis, amit az Olasz Könyvtárak és Bibliográfiai információs központok Egyesített katalógusának Központi Intézete (olaszul Istituto Centrale per il Catalogo Unico delle biblioteche italiane e per le informazioni bibliografiche – ICCU) kezel. Ezt a hosszúnevű intézetet 1975-ben hozta létre Olaszország Kulturális és Természeti Örökségének Minisztériuma. Az Egyesített Katalógusok Nemzeti Központját 1951-ben hozták létre azzal a céllal, hogy Olaszország különböző, sokszor más és más felügyeleti szervhez tartozó könyvtárának katalógus anyaga egy helyen elérhető legyen. Ez a feladat több más feladattal bővült és a központ teljeskörű komputerizáláson esett át. Az ICCU-val egy időben megalapították a Nemzeti Könyvtár Szolgálatot (olaszul Servizio Bibliotecario Nazionale – SBN). Ez egy össznemzeti online szervizhálózat amivel az állam, az önkormányzati szervek és az egyetemek által fenntartott olasz könyvtárak vannak összekötve. A katalógus a 16. századból származó kéziratoktól, modern multimédiás dokumentumokig bezárólag tartalmaz információkat, egységes szabványokat, szabályokat és a legmodernebb informatikai technológiát alkalmazva.

## Tevékenysége

### ANagy Háború(1914-18) dokumentumainak és képanyagának feldolgozása
A 2005-ben indult projekt keretében 70 intézmény közreműködésével több mint 600 000 dokumentum, fénykép, térkép stb. került digitalizálásra. Ebből mintegy 93 ezer a Europeanán keresztül az egész világból elérhető a nagyközönség számára. 

### Olaszország könyvtárainak adatbázisa
Az adatbázis 17950 olaszországi könyvtár adatait tartalmazza. Az állami, önkormányzati és területi könyvtárak mellett 2646 egyetemi könyvtár vagy 1623 egyházi könyvtár adatát. A katalógus Anagrafe Biblioteche Italiane címen kereshető.

### A tizenhatodik századi olasz kiadványok nemzeti nyilvántartása
Hozzávetőlegesen 80 000  XVI. századi dokumentum digitalizálása és katalogizálása. EDIT16 Archiválva 2018. október 28-i dátummal a Wayback Machine-ben.

### Kéziratok és kapcsolódóbibliográfiáknyilvántartása
Több mint 300 állami, egyházi, helyi és magánkönyvtár, valamint néhány egyházi levéltár részvételével folyó projekt az ICCU irányításával. A projekt célja Olaszország kulturális örökségének védelme, megismerése és a nagyközönség számára elérhetővé tétele. Elérhető a MANUS és/vagy a BibMan honlapokon keresztül.

### Nyomtatott és kéziratoskottákéslibrettóknyilvántartása
Az SBN adatbázisban található zenei anyagokat Olaszország több mint 500 köz- és magángyűjteményében őrzik. Ezek közül a legismertebbek és a legnagyobbak a milánói Giuseppe Verdi Konzervatórium, a római Szent Cecília Konzervatórium és Akadémia és a San Pietro a Majella Zenekonzervatórium Nápolyban. A katalógus több mint 870 ezer egységet tartalmaz.

### CulturaItalia
2008 óta a ICCU üzemelteti az olasz Kulturális Örökség, Szabadidős tevékenységek és Turizmus Minisztériumának a portálját. Olaszország kulturális portálja a CulturaItalia. Ennek a portálnak a működését nemzeti, regionális és helyi kulturális intézmények támogatják az ország minden területéről és szektorából (museid italia). A portál az Eurepeana portál szabványai szerint működik és SPARQL végponton keresztül is elérhető.

### ICCU digitalizált történelmi katalógusai
Ez a I cataloghi storici digitalizzati dell'ICCU címen elérhető katalógus 219 olasz történelmi katalógus (nyomtatott és kártyás) 6 843 454 digitalizált kártyaképét tartalmazza (2015. áprilisi adat).